# Big Ten Conference 2019 (pallavolo)
La Big Ten Conference 2019 si è svolta dal 25 settembre al 30 novembre 2019: al torneo hanno partecipato 14 squadre universitarie statunitensi e la vittoria finale è andata per la sesta volta alla Wisconsin.

## Regolamento
È prevista una stagione regolare che vede le quattordici formazioni impegnate disputare un totale di venti incontri ciascuna; parallelamente vengono disputati anche degli incontri extra-conference contro formazioni appartenenti ad altre conference o non affiliate ad alcuna di esse, dando vita a due classifiche separate separate, una relativa alla Big Ten Conference ed una totale.
- La squadra vincitrice della Big Ten Conference si qualifica automaticamente al torneo NCAA, occupando uno dei 32 posti che spettano di diritto alle squadre vincitrici delle rispettive conference;
- Le altre squadre concorrono alla qualificazione al torneo NCAA attraverso la classifica totale, che assegna i restanti 32 posti alle migliori squadre, sulla base del rapporto tra vittorie e sconfitte, che non abbiano ottenuto la qualificazione automatica.

## Squadre partecipanti
| Club           | Nickname        | Stagione | Città          | Impianto                  | Stagione precedente                                             |
| -------------- | --------------- | -------- | -------------- | ------------------------- | --------------------------------------------------------------- |
| Illinois       | Fighing Illini  | Dettagli | Urbana         | Huff Hall                 | 2ª in Big Ten Conference; Semifinali in NCAA Division I         |
| Indiana        | Hoosiers        | Dettagli | Bloomington    | The University Gymnasium  | 9ª in Big Ten Conference                                        |
| Iowa           | Hawkeyes        | Dettagli | Iowa City      | Carver-Hawkeye Arena      | 9ª in Big Ten Conference                                        |
| Maryland       | Terrapins       | Dettagli | College Park   | Xfinity Center            | 8ª in Big Ten Conference                                        |
| Michigan       | Wolverines      | Dettagli | Ann Arbor      | Cliff Keen Arena          | 7ª in Big Ten Conference; Sweet Sixteen in NCAA Division I      |
| Michigan State | Spartans        | Dettagli | East Lansing   | Jenison Field House       | 12ª in Big Ten Conference                                       |
| Minnesota      | Golden Gophers  | Dettagli | Minneapolis    | Sports Pavilion           | Vincitrice Big Ten Conference; Sweet Sixteen in NCAA Division I |
| Nebraska       | Cornhuskers     | Dettagli | Lincoln        | Bob Devaney Sports Center | 3ª in Big Ten Conference; Finale in NCAA Division I             |
| Northwestern   | Wildcats        | Dettagli | Evanston       | Welsh-Ryan Arena          | 11ª in Big Ten Conference                                       |
| Ohio State     | Buckeyes        | Dettagli | Columbus       | St. John Arena            | 13ª in Big Ten Conference                                       |
| Penn State     | Nittany Lions   | Dettagli | State College  | Rec Hall                  | 5ª in Big Ten Conference; Elite Eight in NCAA Division I        |
| Purdue         | Boilermakers    | Dettagli | West Lafayette | Holloway Gymnasium        | 6ª in Big Ten Conference; Secondo turno in NCAA Division I      |
| Rutgers        | Scarlet Knights | Dettagli | New Brunswick  | College Avenue Gymnasium  | 14ª in Big Ten Conference                                       |
| Wisconsin      | Badgers         | Dettagli | Madison        | Wisconsin Field House     | 3ª in Big Ten Conference; Elite Eight in NCAA Division I        |

## Campionato

### Regular season

#### Classifica
| Pos. | Squadra        | Conference | Conference | Conference | Conference | Overall | Overall | Overall | Overall |
| Pos. | Squadra        | Pt         | G          | V          | P          | Pt      | G       | V       | P       |
| ---- | -------------- | ---------- | ---------- | ---------- | ---------- | ------- | ------- | ------- | ------- |
| 1.   | Wisconsin      | .900       | 20         | 18         | 2          | .786    | 28      | 22      | 6       |
| 2.   | Nebraska       | .850       | 20         | 17         | 3          | .862    | 29      | 25      | 4       |
| 2.   | Minnesota      | .850       | 20         | 17         | 3          | .828    | 29      | 24      | 5       |
| 2.   | Penn State     | .850       | 20         | 17         | 3          | .821    | 28      | 23      | 5       |
| 5.   | Purdue         | .700       | 20         | 14         | 6          | .759    | 29      | 22      | 7       |
| 6.   | Michigan       | .650       | 20         | 13         | 7          | .667    | 30      | 20      | 10      |
| 7.   | Illinois       | .550       | 20         | 11         | 9          | .552    | 29      | 16      | 13      |
| 8.   | Ohio State     | .400       | 20         | 8          | 12         | .469    | 32      | 15      | 17      |
| 9.   | Michigan State | .300       | 20         | 6          | 14         | .500    | 30      | 15      | 15      |
| 10.  | Northwestern   | .250       | 20         | 5          | 15         | .438    | 32      | 14      | 18      |
| 10.  | Maryland       | .250       | 20         | 5          | 15         | .406    | 32      | 13      | 19      |
| 12.  | Iowa           | .200       | 20         | 4          | 16         | .515    | 31      | 10      | 21      |
| 13.  | Indiana        | .150       | 20         | 3          | 17         | .424    | 33      | 14      | 19      |
| 14.  | Rutgers        | .100       | 20         | 2          | 18         | .258    | 31      | 8       | 23      |

      In NCAA Division I come vincitrice di Conference
      In NCAA Division I attraverso la classifica totale

## Premi individuali
| Premio                       | Giocatrice                   | Squadra              |
| ---------------------------- | ---------------------------- | -------------------- |
| Player of the Year           | Dana Rettke                  | Wisconsin            |
| Freshman of the Year         | Madison Kubik                | Nebraska             |
| Setter of the Year           | Sydney Hilley                | Wisconsin            |
| Defensive player of the Year | Kendall White                | Penn State           |
| Coach of the Year            | Russell Rose Kelly Sheffield | Penn State Wisconsin |
| All-Big Ten First Team       | Jacqueline Quade             | Illinois             |
| All-Big Ten First Team       | Katie Myers                  | Maryland             |
| All-Big Ten First Team       | Paige Jones                  | Michigan             |
| All-Big Ten First Team       | MacKenzi Welsh               | Michigan             |
| All-Big Ten First Team       | Caroline McGraw              | Minnesota            |
| All-Big Ten First Team       | Regan Pittman                | Minnesota            |
| All-Big Ten First Team       | Stephanie Samedy             | Minnesota            |
| All-Big Ten First Team       | Nicklin Hames                | Nebraska             |
| All-Big Ten First Team       | Lauren Stivrins              | Nebraska             |
| All-Big Ten First Team       | Alexis Sun                   | Nebraska             |
| All-Big Ten First Team       | Kaitlyn Hord                 | Penn State           |
| All-Big Ten First Team       | Jonni Parker                 | Penn State           |
| All-Big Ten First Team       | Kendall White                | Penn State           |
| All-Big Ten First Team       | Grace Cleveland              | Purdue               |
| All-Big Ten First Team       | Blake Mohler                 | Purdue               |
| All-Big Ten First Team       | Sydney Hilley                | Wisconsin            |
| All-Big Ten First Team       | Grace Loberg                 | Wisconsin            |
| All-Big Ten First Team       | Dana Rettke                  | Wisconsin            |
| All-Big Ten Second Team      | Ashlyn Fleming               | Illinois             |
| All-Big Ten Second Team      | Breana Edwards               | Indiana              |
| All-Big Ten Second Team      | Corissa Crocker              | Michigan             |
| All-Big Ten Second Team      | Alexis Hart                  | Minnesota            |
| All-Big Ten Second Team      | Taylor Morgan                | Minnesota            |
| All-Big Ten Second Team      | Madison Kubik                | Nebraska             |
| All-Big Ten Second Team      | Temitayo Thomas-Ailara       | Northwestern         |
| All-Big Ten Second Team      | Kylie Murr                   | Ohio State           |
| All-Big Ten Second Team      | Gabrielle Blossom            | Penn State           |
| All-Big Ten Second Team      | Caitlyn Newton               | Purdue               |
| All-Big Ten Second Team      | Madison Duello               | Wisconsin            |
| All-Big Ten Second Team      | Molly Haggerty               | Wisconsin            |
| All-Big Ten Second Team      | Danielle Hart                | Wisconsin            |
| All-Big Ten Freshman Team    | Diana Brown                  | Illinois             |
| All-Big Ten Freshman Team    | May Pertofsky                | Michigan             |
| All-Big Ten Freshman Team    | Jessica Robinson             | Michigan             |
| All-Big Ten Freshman Team    | Kenzie Knuckles              | Nebraska             |
| All-Big Ten Freshman Team    | Madison Kubik                | Nebraska             |
| All-Big Ten Freshman Team    | Temitayo Thomas-Ailara       | Northwestern         |
| All-Big Ten Freshman Team    | Jenaisya Moore               | Ohio State           |
| All-Big Ten Freshman Team    | Kylie Murr                   | Ohio State           |

## Classifica finale
| Pos | Squadra        | Qualificazione       |
| --- | -------------- | -------------------- |
| 1   | Wisconsin      | NCAA Division I 2019 |
| 2   | Nebraska       | NCAA Division I 2019 |
| 2   | Minnesota      | NCAA Division I 2019 |
| 2   | Penn State     | NCAA Division I 2019 |
| 5   | Purdue         | NCAA Division I 2019 |
| 6   | Michigan       | NCAA Division I 2019 |
| 7   | Illinois       | NCAA Division I 2019 |
| 8   | Ohio State     |                      |
| 9   | Michigan State |                      |
| 10  | Northwestern   |                      |
| 10  | Maryland       |                      |
| 12  | Iowa           |                      |
| 13  | Indiana        |                      |
| 14  | Rutgers        |                      |